# قائمة حصارات

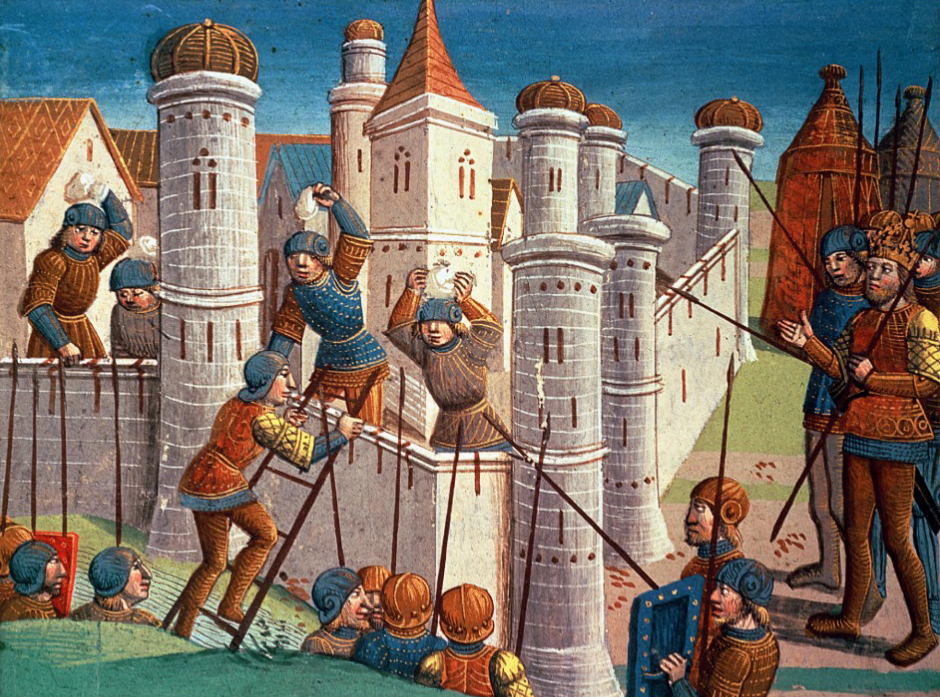
حصار القسطنطينية عام 1453 (رسمت عام 1499)

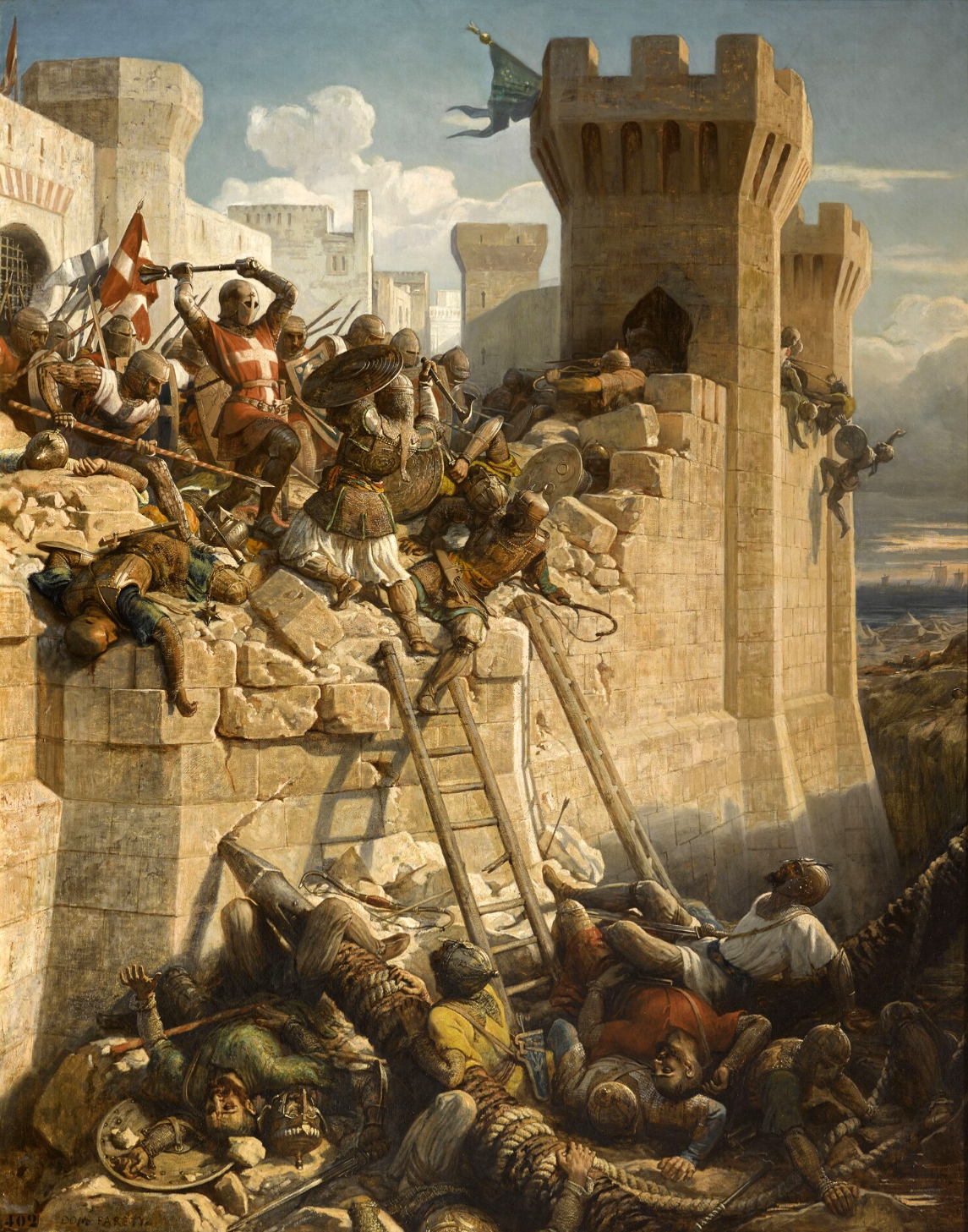
حصار عكا 1291

الحصار هو عملية عسكرية طويلة الأمد، تشمل بصورة رئيسية إغلاق جميع المنافذ من وإلى مدينة أو حصن، ومنع دخول الإمدادات والعون إليها أو هروب سكانها منها حتى تنتهي إما بالاستسلام أو بفك الحصار الذي يحدث بأي أسلوب كان، سواء بإرادة القوات المحاصرة أو بتدخل طرف ثالث.
في القائمة أدناه مجموعة للحصارات المختلفة التي حصلت عبر التاريخ:

## التاريخ القديم
- حصار طروادة
- حصار قرطاج
- حصار المدينة المنورة
- حصار القدس

## التاريخ الوسيط
- حصار القدس 1099
- حصار بغداد 1258
- حصار القسطنطينية
- حصار فيينا
- حصار عكا 1291

## التاريخ الحديث
- حصار الإسكندرية عام1882

### الحرب العالمية الثانية
- حصار ستالينغراد
- حصار لينينغراد

## التاريخ المعاصر
- حصار العراق 1990 - 2003.
- حصار مدينة السويس في حرب أكتوبر
- حصار بيروت
- حصار قطاع غزة وهو مستمر إلى يومنا هذا (أنظر حصار غزة)
- حصار عين العرب - الحرب الأهلية السورية
- أحداث حمص 2011-2012 - الحرب الأهلية السورية
- حصار اليمن المفروض من التحالف العربي بقيادة السعودية منذ 2016 الى يومنا هذا